# アンドレ・メサジェ
アンドレ・シャルル・プロスペル・メサジェ（André Charles Prosper Messager, 1853年12月30日 モンリュソン - 1929年2月24日 パリ）は、フランス近代の作曲家、指揮者。もとは宗教曲の作曲家だったが、後期ロマン派音楽の流れを汲むオペラやオペレッタの創作に転じた。オペラでは異国趣味の要素も見られる。

## 略歴
パリに学び、ニーデルメイエ宗教音楽学校にて一時期サン＝サーンスに師事。1874年にサン＝シュルピス教会のオルガニストに就任。1874年に作曲家協会に提出した交響曲により金メダルを獲得し、1880年にサント・マリー＝デ＝バティニョル教会の楽長に就任。
1883年にフィルマン・ベルニカのコミック・オペラ《青靴下のフランソワ François des bas bleus 》を完成させ、1885年には自作のオペレッタ《神殿のツグミLa Fauvette du temple 》と《ベアルンの女La Béarnaise 》を創作。後者は1886年にロンドンで上演された。また同年、バレエ音楽《二羽の鳩 Les Deux pigeons 》がパリ・オペラ座で上演された。
メサジェの名声を確立したのは、コミック・オペラ《 司法書記団La Basoche 》のオペラ＝コミック座における1890年の上演である（英語版は1891年ロンドン上演）。メサジェの名声は、口ずさみやすく品の良いライト・オペラ《お菊さん》（1893年）や《ミレルトMirelte 》（1894年）、《ミシュ家の娘たちLes p'tites Michu 》（1897年）、《ヴェロニック Véronique 》（1898年）、《皇后の竜騎兵Les Dragons de l'impératrice 》（1905年）などによって上向いていった。中でも《ヴェロニック》はイギリスで大当たりを取っている。
指揮者としては、数年間パリのオペラ＝コミック座で活動したほか、1901年にはロンドンでも活動しており、その後はコヴェント・ガーデンでも指揮者のひとりに名を連ねた。
ガブリエル・フォーレと《小ミサ曲》、ピアノ連弾曲《バイロイトの思い出》を共作している。